# Episodi di Il commissario Köster (sedicesima stagione)
La sedicesima stagione della serie televisiva Il commissario Köster è stata trasmessa in prima visione negli Germania da ZDF dal 24 gennaio 1992.
| n. | Titolo originale            | Titolo italiano         | Prima TV Germania | Prima TV Italia |
| -- | --------------------------- | ----------------------- | ----------------- | --------------- |
| 1  | Der Schein trügt nicht      | Errore fatale           | 24 gennaio 1992   |                 |
| 2  | Es war alles ganz anders    | Era tutta un'altra cosa | 6 marzo 1992      |                 |
| 3  | Tödliche Beziehungen        | Il diario di Bettina    | 3 aprile 1992     |                 |
| 4  | Der Tod ist kein Ende       | Oltre la morte          | 15 maggio 1992    |                 |
| 5  | Aber mich betrügt man nicht | Un falso d'autore       | 24 luglio 1992    |                 |
| 6  | Die Entlassung              | Falsa testimonianza     | 14 agosto 1992    |                 |
| 7  | Das Foto                    | La foto                 | 28 agosto 1992    |                 |
| 8  | Die Akte                    | La spia                 | 25 settembre 1992 |                 |
| 9  | Der dritte Versuch          | Il terzo tentativo      | 23 ottobre 1992   |                 |
| 10 | Ein schlimmes Ende          | Una brutta fine         | 20 novembre 1992  |                 |
| 11 | Der amerikanische Onkel     | Lo zio americano        | 18 dicembre 1992  |                 |